# Hypoxylon haematostroma
Hypoxylon haematostroma är en svampart som beskrevs av Mont. 1845. Hypoxylon haematostroma ingår i släktet Hypoxylon och familjen kolkärnsvampar.   Inga underarter finns listade i Catalogue of Life.